# Serégij Eugén
Serégij Eugén (Zajgó, 1910. január 6. – Ungvár, 1985. október 1.) magyar és szovjet zeneszerző, karmester.

## Élete
1929-ben végezte el Ungváron gimnáziumi tanulmányait, majd a Károly Egyetemen folytatta (1929–1921) tanulmányait.

## Fordítás
- Ez a szócikk részben vagy egészben  a(z)   Шерегій Євген című ukrán Wikipédia-szócikk ezen változatának fordításán alapul.  Az eredeti cikk szerkesztőit annak laptörténete sorolja fel. Ez a jelzés csupán a megfogalmazás eredetét és a szerzői jogokat jelzi, nem szolgál a cikkben szereplő információk forrásmegjelöléseként.